# Chiloeches (kommunhuvudort)
Chiloeches är en kommunhuvudort i Spanien.   Den ligger i provinsen Provincia de Guadalajara och regionen Kastilien-La Mancha, i den centrala delen av landet, 50 km öster om huvudstaden Madrid. Chiloeches ligger 857 meter över havet och antalet invånare är 1 791.
Terrängen runt Chiloeches är kuperad åt sydost, men åt nordväst är den platt. Runt Chiloeches är det tätbefolkat, med 319 invånare per kvadratkilometer. Närmaste större samhälle är Guadalajara, 6,5 km norr om Chiloeches. Trakten runt Chiloeches består till största delen av jordbruksmark.